# شبکه خبر ۲
شبکه خبر ۲ یکی از شبکه‌های تلویزیونی دولتی کشور ایران است که در مجموعه صدا و سیمای جمهوری اسلامی ایران مدیریت می‌شود. این شبکه تلویزیونی که به‌عنوان کانال تلویزیونی زیر مجموعه شبکه خبر مشغول فعالیت می‌باشد، دومین شبکه تلویزیونی سراسری زیرمجموعه معاونت سیاسی سازمان صداوسیما به‌شمار می‌رود.

## پیشینه
پخش آزمایشی برنامه‌های شبکه خبر۲ در تاریخ سیزدهم مرداد ۱۴۰۱ با دستور پیمان جبلی، رئیس صداوسیما بر روی بستر اینترنتی تلوبیون آغاز شد. در اوایل سال ۱۴۰۲ نیز تماشای برنامه‌های این شبکه در بستر اینترنتی سپهر (پخش زنده شبکه‌های صداوسیما) و پایگاه اینترنتی خبرگزاری صداوسیما امکان‌پذیر شد.
در تاریخ ۶ تیر ۱۴۰۲ و مقارن با برگزاری سومین نشست افق تحول رسانه ملی در مرکز همایش‌های صداوسیما، پخش اینترنتی برنامه‌های شبکه خبر۲ به صورت رسمی افتتاح شد.
در ادامه روند توسعه فعالیت‌های این شبکه تلویزیونی خبری، مقرر گردید تا برنامه‌های این شبکه از طریق فرستنده‌های تلویزیونی نیز در دسترس مخاطبان قرار گیرد. بدین ترتیب پس از تأمین تجهیزات مورد نیاز، در ساعت ۱۳ روز ۱۲ شهریور ۱۴۰۲ و در آستانه ایام عزاداری اربعین حسینی، پخش آزمایشی برنامه‌های شبکه خبر۲ در بستر تلویزیون دیجیتال زمینی و ماهواره با پوشش زنده آیین سالانه پیاده‌روی اربعین در عراق آغاز شد و پس از حدود ۲ سال، در تاریخ ۸ تیر ۱۴۰۴، فعالیت این شبکه به‌طور رسمی آغاز شد.

## اهداف و منش شبکه
پوشش زنده رویدادهای خبری ایران و جهان در چارچوب خط مشی‌ها و ضوابط کلی سازمان صدا و سیما و سیاست‌های جمهوری اسلامی از جمله وظایف این شبکه عنوان شده‌است.
بنا به گفته حسن عابدینی، مدیر وقت خبرگزاری صدا و سیما، با توجه به عدم امکان پوشش جامع رویدادهای خبری در شبکه خبر به‌دلیل شرایط کنداکتوری و تداخل با رویدادهای خبری همزمان، راه‌اندازی این شبکه با امکان پوشش جامع و کامل تحولات ملی و بین‌المللی، فرصت بیشتری به مخاطب می‌دهد تا این رویدادها را به صورت زنده دنبال کند.

## گستره پخش
برنامه‌های این شبکه در اکثر مناطق ایران از طریق فرستنده‌های دیجیتال زمینی روی باند UHF قابل دریافت است. همچنین برنامه‌های این شبکه از طریق ماهواره اینتل‌ست ۳۹ و بدر ۵ در ایران و اکثر مناطق جهان پخش می‌شود. تماشای زنده شبکه خبر۲ از طریق پایگاه اینترنتی سازمان صدا و سیما نیز میسر است. دریافت این شبکه مانند سایر شبکه‌های تلویزیونی وابسته به صدا و سیمای جمهوری اسلامی ایران رایگان است. پخش برنامه‌های این شبکه از آبان ۱۴۰۲، ۲۴ ساعته می‌باشد.

## برنامه‌ها
پخش سخنرانی شخصیت‌های مهم سیاسی ایران و جهان، کنفرانس‌های خبری مسئولان کشور از جمله سخنگوی دولت، سخنگوی وزارت خارجه، سخنگوی قوه قضائیه، اعضای هیئت دولت و…، مذاکرات جلسات علنی مجلس شورای اسلامی، نمازهای جمعه پرجمعیت کشور، نشست‌های استانی، شهری و … از جمله برنامه‌های متداول این شبکه به‌شمار می‌رود.
شبکه خبر۲ این توانایی را دارد که با همکاری خبرنگاران و شهروندان، همه رخدادهای مهم بین‌المللی، ملی، منطقه‌ای و استانی را پوشش دهد. یکی از اقدامات این شبکه تلویزیونی در این راستا، استفاده از ظرفیت شهروند خبرنگاران در پلتفرم‌های تعاملی است.
علاوه بر آن روابط عمومی‌های ارگان‌ها و سازمان‌های ملی هم می‌توانند لینک اینترنتی پخش زنده برنامه‌ها و همایش‌های مهم خود را در اختیار شبکه قرار دهند تا به صورت زنده پوشش داده شود. به‌طور مثال هم‌اکنون این امکان در ارتباط زنده با آستان قدس رضوی و حرم فاطمه معصومه فراهم است.

## نشان‌واره‌ها

نخستین نشان (۱۴۰۱–۱۴۰۴)
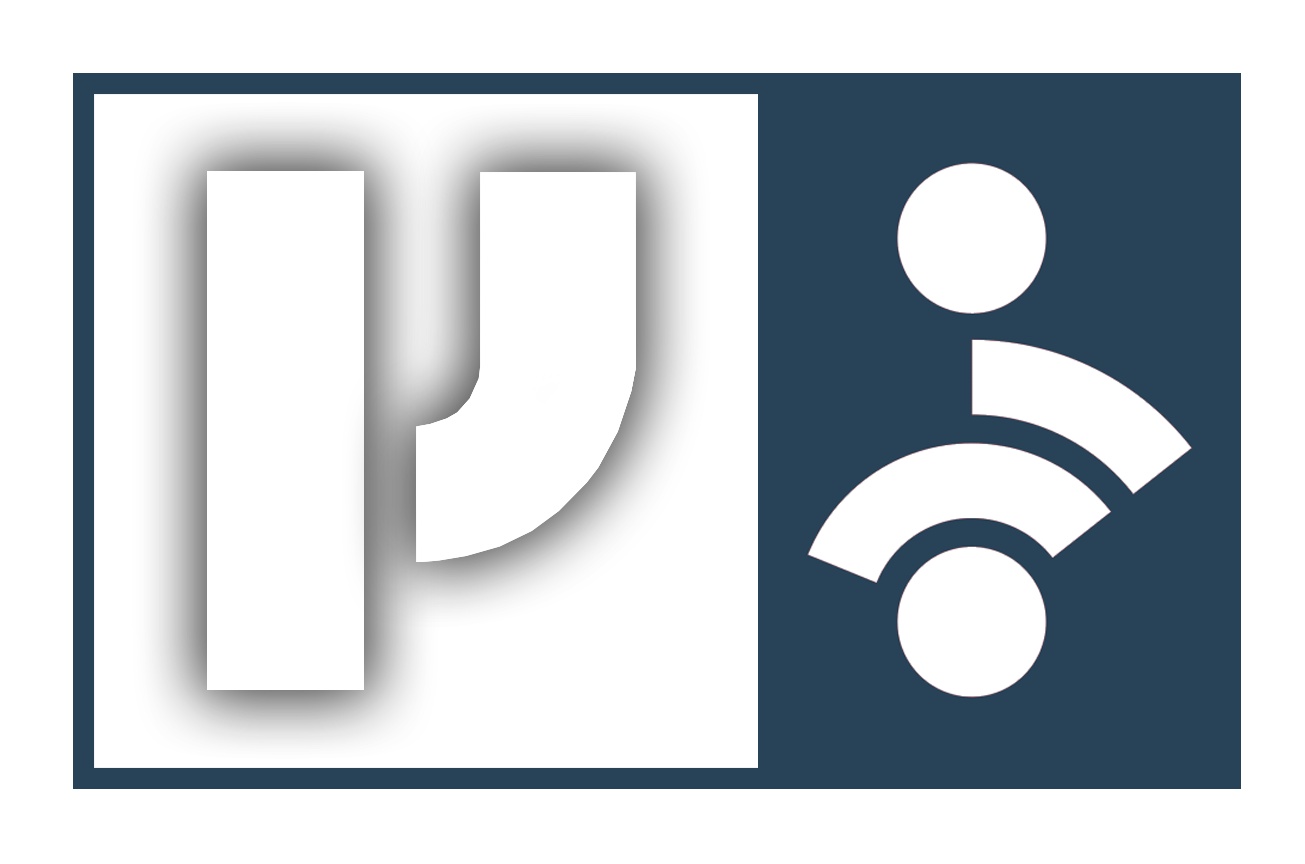
دومین نشان (۱۴۰۴–اکنون)